# Birkig
 Birkig  ist ein Stadtteil der oberfränkischen Stadt Neustadt bei Coburg im Landkreis Coburg.

## Lage
Das Dorf liegt etwa fünf Kilometer südlich von Neustadt am nördlichen Fuß des rund 120 Meter höheren Birkiger Berges. Die Gemarkungsgrenze entspricht im Osten der bayerischen Landesgrenze mit Thüringen. Die Gemeindeverbindungsstraßen von Birkig nach Neustadt und von Horb nach Boderndorf kreuzen sich in dem Ort.

## Geschichte
Die Reste einer Turmhügelanlage, der sogenannten Schnackenburg, befinden sich nordöstlich des Ortes. Birkig selbst wurde 1317 erstmals im Urbarium, einer Auflistung von Besitzungen der Henneberger beim Erwerb der Neuen Herrschaft mit einem Burggut urkundlich erwähnt. Der Ortsname lässt sich als Siedlung am Birkengehölz deuten.
Im 14. Jahrhundert kam das Burggut, das 1446 ein einfaches Rittergut wurde, in den Besitz der Zentgrafen von Birkig.
Im Jahr 1499 bestand das Dorf aus zwei Höfen und vier  Sölden (Nebenerwerbsbetriebe). Die Hälfte gehörte der Adelsfamilie von Birkig. 1515 wurden die beiden Höfe verschmolzen. Im Jahr 1721 verkaufte die verschuldete Familie von Birkig ihr Rittergut an Georg Paul von Hendrich zu Ahorn, der 1725 als Ersatz für einen baufälligen Vorgängerbau einen Schlossneubau errichten ließ. Das langgestreckte Gebäude im Stil eines Gutshauses enthält Scheune, Stall und Wohnung unter einem Dach. Im Jahr 1745 veräußerte Hendrich das Gut an Marie von Speßhardt für ihren Sohn Wilhelm Ernst von Speßhardt zu Mupperg. Im Besitz dieser Familie blieb das Gut bis zu seiner Zerschlagung wegen hoher Schulden im Jahr 1881.
Die Pest kostete 1611 in Birkig sieben Menschen das Leben. Im Jahr 1646, gegen Ende des Dreißigjährigen Krieges, waren von zwölf Söldenhäusern noch drei bewohnbar und von ehemals sechs wehrfähigen Männern stand keiner mehr im Mannschaftsregister. Im Jahr 1783 hatte der Ort 69 Einwohner, die in 11 Häusern lebten.
1856 wurde eine Ziegel- und Backsteinbrennerei errichtet, 1857 gab es 16 Wohnhäuser.
Im Ersten Weltkrieg verloren sechs Birkiger Soldaten ihr Leben.
Als 1918 mit dem Ende des Ersten Weltkrieges und der Novemberrevolution die Monarchie in Deutschland abgeschafft wurde, galt das auch für das Herzogtum Sachsen-Coburg und Gotha, dem Birkig angehörte. Zunächst wurde der Ort Teil des Freistaates Coburg. Da dieser aber für sich zu klein war, stand eine Entscheidung bezüglich des Anschlusses an Bayern oder an Thüringen an. In einer Volksbefragung am 30. November 1919 stimmten drei Birkiger Bürger für den Beitritt des Freistaates Coburg zum thüringischen Staat und 34 dagegen. Somit gehörte ab dem 1. Juli 1920 auch Birkig zum Freistaat Bayern. Der Neustadter Industrielle und Politiker Max Oscar Arnold hatte sich tatkräftig für diesen Anschluss eingesetzt.
Bei der Reichstagswahl vom 5. März 1933 bekam die SPD in Birkig mit 29 ebenso viele Stimmen wie die NSDAP.
Im Zweiten Weltkrieg verloren zehn Birkiger Soldaten ihr Leben. Nach dem Zweiten Weltkrieg prägte bis 1989 die Nähe der innerdeutschen Grenze den Ort.
Im Jahr 1964 gewann die Gemeinde den Wettbewerb „Das schönere Dorf“ im Landkreis Coburg. Den ersten Preis, ein Froschbrunnen, gestaltete der Münchner Bildhauer Sebastian Holzner. Er erinnert seit 1966 an das Ereignis.
Bei einer Bürgerbefragung am 23. Januar 1972 entschieden sich 93,4 % der Abstimmenden für einen Anschluss an Neustadt. Birkig wurde am 1. Juli 1972 nach Neustadt eingegliedert.
Die Trinkwasserversorgung erfolgte früher durch Hausbrunnen. Ab 1965 erfolgte die Wasserversorgung durch den Zweckverband Spittelsteiner Gruppe, der 1986 durch die Stadtwerke Neustadt übernommen wurde. Stromlieferanten waren ab 1922 das Überlandwerk der Gumpertschen-Mühle in Mupperg und ab dem Oktober 1937 das Bamberger Überlandwerk Oberfranken. 1997 übernahmen die Stadtwerke Neustadt die Stromversorgung. 1987 hatte Birkig 31 Wohngebäude, von denen 12 nach 1949 errichtet worden waren.

## Einwohnerentwicklung
| Jahr | Einwohnerzahl |
| ---- | ------------- |
| 1905 | 137           |
| 1925 | 125           |
| 1939 | 116           |
| 1950 | 158           |
| 1968 | 110           |
| 1978 | 135           |
| 1987 | 112           |
| 2013 | 105           |
| 2020 | 99            |